# Independentistes d'Esquerres
|  | No s'ha de confondre amb Independentistes d'Esquerra, col·lectiu presentat el 22 de febrer de 2020. |

Independentistes d'Esquerres és una associació independentista i d'esquerres constituïda el 5 de setembre de 2020.
Inicialment es va presentar el 22 de febrer de 2020 a l'Ateneu Barcelonès com a Independentistes d'Esquerra a partir de membres històrics de l'Esquerra Independentista i durant l'acte de presentació van fer públic un manifest que promovia la unitat estratègica de l'independentisme i on defensava crear una candidatura, amb el suport de partits i entitats, amb l'objectiu de conformar un Bloc Republicà d'Alliberament Nacional. Aquest col·lectiu estava format per membres, i antics membres, de partits com Partit Socialista d'Alliberament Nacional (PSAN), el Front Nacional de Catalunya (FNC), Estat Català (EC) i Esquerra Republicana (ERC).
El 24 d'agost de 2020, es separa una part dels membres de la comissió organitzadora de l'assemblea constituent del col·lectiu presentat inicialment que anuncien la creació de l'associació Independentistes d'Esquerres mentre que la part restant comunica la seua dissolució.
L'organització es va constituir formalment pels membres que seguiren endavant amb l'assemblea constituent que es va dur a terme entre el 5 i el 8 de setembre. Durant aquesta assemblea es va presentar una única candidatura formada per Josep Andreu i Domingo, Josep Guia i Marín, Irene Negre i Estorach i Àngels Cabassés i Piqué, candidatura que dona suport a la "estratègia rupturista" encapçalada per Carles Puigdemont.